# Вик Нес
Вик Нес (на нидерландски: Vic Nees) е белгийски композитор и хоров диригент.

## Биография
Вик Нес е роден през 1936 г. в Мехелен. Той е син на композитора Стаф Нес (1901 – 1965). След завършването на музикалното си следване в Кралската фламандска музикална консерватория в Антверпен при Марсел Андри и Флор Петерс той следва хорово диригентство при Курт Томас във Висшето музикално училище в Хамбург, където през 1964 г. става носител на награда от майсторския клас.
След 1961 г. Нес е назначен за програмен директор за хорова музика при фламандското радио в Брюксел, от 1970 до 1996 г. е и диригент на реномирания радиохор. Освен това дирижира и вокалния ансамбъл „Филипус дьо Монт“ в Мехелен, както и „Тер Камеренкор“ в Брюксел. От 1998 г. е член на Кралската фламандска академия за наука и изкуство. Той е и автор на многобройни публикации в областта на музикознанието.
Вик Нес спада към най-значимите в международно отношение хорови композитори на Белгия. Неговата дейност като композитор се състои от хорови цикли, по-крупни хорови творби и множество песенни цикли. За своето творчество Вик Нес е отличен с наградата Йожен-Бе (1973), AGEC (1990), Visser-Neerlandia (1995). Неговите композиции са възприети в репертоара на много хорове във и извън Европа. Вик Нес е редовен член на журито на международни хорови съревнования и съветник на Европейската федерация на младите хорове.
Неговото вероятно най-известно произведение е Магнификат за смесен хор и соло сопран (1981). По-нови творби са Тромпетният Te Deum за хор, сопран и два тромпета (2003) и Neußer Messe за хор, орган и тромпет (1998).
Вик Нес умира на 14 март 2013 година във Вилворде.
|  | Тази страница частично или изцяло представлява превод на страницата Vic Nees в Уикипедия на немски. Оригиналният текст, както и този превод, са защитени от Лиценза „Криейтив Комънс – Признание – Споделяне на споделеното“, а за съдържание, създадено преди юни 2009 година – от Лиценза за свободна документация на ГНУ. Прегледайте историята на редакциите на оригиналната страница, както и на преводната страница, за да видите списъка на съавторите. ВАЖНО: Този шаблон се отнася единствено до авторските права върху съдържанието на статията. Добавянето му не отменя изискването да се посочват конкретни източници на твърденията, които да бъдат благонадеждни. |